# Підгірне (Довжанський район)
Підгі́рне — село в Україні, у Сорокинській міській громаді Довжанського району Луганської області. Населення становить 107 осіб.

## Географія
Географічні координати: 48°23' пн. ш. 39°53' сх. д. Часовий пояс — UTC+2. Загальна площа села — 1,7 км².
Село розташоване у східній частині Донбасу за 3 км від села Великий Суходіл. Через село протікає річка Сіверський Донець.

## Історія
12 червня 2020 року, відповідно до Розпорядження Кабінету Міністрів України № 717-р «Про визначення адміністративних центрів та затвердження територій територіальних громад Луганської області», увійшло до складу Сорокинської міської громади.
17 липня 2020 року, в результаті адміністративно-територіальної реформи та ліквідації  Сорокинського району, увійшло до складу новоутвореного Довжанського району.

## Населення
За даними перепису 2001 року населення села становило 107 осіб, з них 22,43% зазначили рідною мову українську, 77,57% — російську.